# 琴 (原神)
琴是米哈游开发的电子游戏《原神》中的虚构角色，為2020年遊戲公測後首批可玩角色之一，游戏中虚构国家蒙德執政團體「西風騎士團」的代理團長。
琴的華語配音为林簌，日語配音为斋藤千和，韩語配音为安荣美，英語配音为斯蒂芬妮·萨瑟兰。

## 创作及设计
琴最初在米哈游发布的《原神》序章PV「捕风的异乡人」中首次亮相，之后在《原神》1.0版本「歡迎來到提瓦特大陸」作为可玩角色上线，同時推出其專屬武器「風鷹劍」。琴最早在游戏主线剧情的「序章」（蒙德篇）登场，是该篇章的重要角色。在製作組的設定中，琴是西風騎士團的代理團長，憑藉著她的強烈責任感，認真地處理著騎士團的事務。在《原神》1.0版本發佈的傳說任務「幼狮之章·第一幕『骑士团长的一日假期』」中，展現了琴的另一面，即這種堅守崗位的特性有時會讓她工作過度。在琴的角色資料故事中提到，如果有可能的話，琴具有「工作狂」的特質，甚至願意犧牲睡眠、繼續工作。
琴也是遊戲中最早擁有新服飾的角色之一，2021年6月上線的遊戲1.6版本中，製作組給琴推出了新的服飾，玩家只需完成遊戲活動就能獲得琴的夏季服飾。琴的華語配音為林簌，她同時爲《原神》中可玩角色甘雨的配音。琴的日語配音为斋藤千和，韩語配音为安荣美，英語配音为斯蒂芬妮·萨瑟兰。

## 作品中表现

### 角色故事
作為蒙德城西風騎士團的代理團長，琴實際上是蒙德城最高的統治者（除離開蒙德遠征的大團長法爾加以外），同時她還是西風教會祈禮牧師芭芭拉的姊姊。琴從小就被父母培養爲騎士團的接班人。在《原神》的故事中，古恩希爾德家族是蒙德城最古老的家族之一，也是蒙德城中少數在腐敗的寡頭統治下仍保持良知的貴族家庭之一。儘管她指揮著西風騎士團，並擁有像狡猾的凱亞和騎士團優秀的圖書館員麗莎這樣能幹的部下，琴卻不擅長分派工作。琴的傳說任務「幼狮之章·第一幕『骑士团长的一日假期』」中展現了她親歷親爲的一面，從文書工作，到保護城市免受威脅，甚至為市民做隨機的事情，比如從樹上救貓。然而，幸運的是，蒙德城的人們真心感激她所付出的一切。琴崇拜溫妮莎——曾解放蒙德城免受暴政統治的古老的女英雄。琴恰當地繼承了溫妮莎的三個頭銜：「蒲公英騎士」、「西風騎士團團長」，以及最重要的，「西風之鷹」。這些頭銜讓她的責任更加沉重，但琴總是忠實履行，堅定守護著蒙德城。
在主線劇情序章·第一幕「捕風的異鄉人」中，琴邀請在蒙德城上空擊敗風魔龍的旅行者（主角）到騎士團討論「風魔龍」入侵的問題，在旅行者清理「四風守護」廟宇後，邀請旅行者加入西風騎士團並賜予其「榮譽騎士」稱號。在主線劇情序章·第二幕「為了沒有眼淚的明天」中琴受到迪盧克的私人邀請，參與到旅行者和溫迪溫迪拯救「風魔龍」特瓦林的行動中，在序章·第二幕、序章·第三幕中均有出場。

### 角色玩法
《原神》1.0版本「歡迎來到提瓦特大陸」中琴即爲玩家角色，玩家可以在遊戲中透過祈願的方式讓琴加入隊伍，她是一個使用單手劍的風元素五星角色。琴的普通攻击一共五次连段，攻击速度较快。琴的重击长按一共两段，第一下为伤害较低的普通攻击，第二下为伤害较高的上挑攻击，被击飞的敌人会缓慢降落。琴的元素戰技「风压剑」可以唤出旋风，将敌人向前击飞，造成风元素伤害；长按时能将周围的敌人吸至面前，并调整击飞敌人的方向；长按期间无法移动，并持续消耗体力。琴的元素爆發「蒲公英之风」以自身为中心造出和风涌动的蒲公英领域，对周围的敌人造成风元素伤害，并基于琴的生命值上限为附近的友军与队伍中的所有角色恢复生命值。蒲公英领域会持续为其中的角色施加风元素效果并恢复生命值，并对出入领域的敌人造成风元素伤害。

## 反响及评价

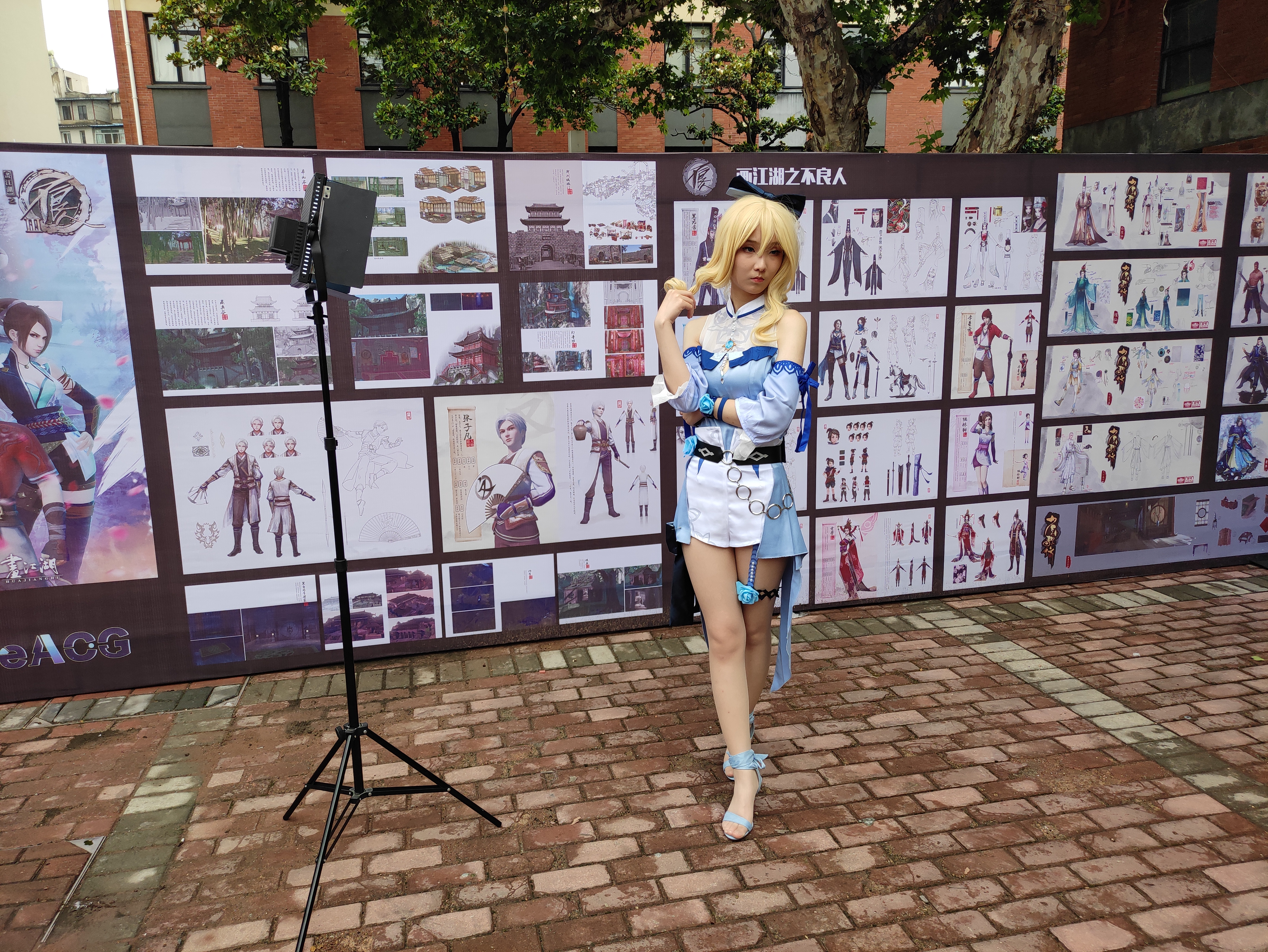
琴的角色扮演者。

琴作爲《原神》早期角色，受到玩家們的喜愛。粉絲對琴立繪和形象的許多二次創作受到了廣泛歡迎。一些角色扮演者和模特也會去扮演成琴。
在角色設計方面，米哈遊曾爲琴推出了多套衣裝。在遊戲1.6版本中，米哈遊為琴和芭芭拉設計了夏日風格的衣裝，為藍色的夏日休閒服，配有藍色涼鞋。在受到中华人民共和国网络审查後，米哈遊為琴等四名角色設計了新的「閒替衣裝」，引發玩家討論和擔憂。琴的「閒替衣裝」相比原衣裝，披肩和斗篷的顏色略有變化，從海軍藍色變為深藍色；背心上的色調從黑色和紅色變成了墨綠色；上衣增加了黑色扣環和白色翻領組合，而不是之前的緊身胸衣剪裁；手套顏色從深藍色變成了黑色，並配有白色腕帶；夾克的內部採用金色點綴以及與領口處的「神之眼」相匹配的風元素顏色設計。儘管對於審查玩家多有不滿，但對於新衣裝的設計則看法不一。App Trigger評論員Andrew Lin稱讚「閒替衣裝」的琴看起來更高貴，更符合她代理團長的身份。
在角色玩法方面，DualShockers評論員Garrett Huon認爲琴是輔助和伤害的完美结合，元素爆发不但能提供AoE伤害，還可以治愈整个队伍。Dot Esports評論員David Gealogo認爲琴既是不錯的輔助也可以回血，具有二合一的功能。Pocket Tactics評論員Ruby Spiers-Unwin稱讚琴獨特的技能模組可以提供傷害、治療、群體控制等功能，對任何陣容來說都是寶貴的資產。The Nerd Stash評論員Giovanna De Ita認為琴擁有不錯的群體控制範圍，而她的元素爆發可以在大範圍內治療和造成傷害，可以作爲輔助、支援和副輸出角色，是一個非常靈活的角色。PCGamesN評論員Christian Vaz認為琴雖然基礎攻擊力較低，但她作為風元素支援和治療角色的多才多藝彌補了這一點；雖然她並不真正擅長某一特定類型，但她可以憑藉她的近戰攻擊、群體控制能力和生命值恢復能力來帶領一支隊伍。
2021年11月中外鉱業（Chugai Mining）與米哈遊聯動推出了琴等《原神》角色的趴趴玩偶，於2022年4月發售。

## 备注
1. ↑  「蒲公英骑士」與「狮牙骑士」德語寫法和發音相同。

## 外部連結
- bilibili上的《原神》拾枝杂谈-「琴：引领之风」